# Árbevétel
Árbevétel az értékesített termékek és áruk, illetve teljesített szolgáltatások általános forgalmi adó nélkül számított ellenértéke. A felárak és hatósági árkiegészítések növelik, az engedmények csökkentik az árbevételt. Az árbevételt szokták forgalom-nak is nevezni.
A magyar számvitel szerint a nem számlázott, utólag adott engedmény nem az árbevételt csökkenti, hanem az egyéb ráfordítások között kell elszámolni. Az IFRS szerint az ilyen típusú engedmények is csökkentik az árbevételt.
A magyar számviteli törvény szerint akkor lehet elszámolni az árbevételt, ha a vevő elismerte a teljesítést. Az IFRS szerint több feltételnek kell teljesülnie:
Termékértékesítés esetén:
- a termékkel kapcsolatos kockázat átszállt a vevőre
- az eladó már nem gyakorol ellenőrzést a termék felett
- az árbevétel megbízhatóan mérhető
- annak a valószínűsége, hogy az ellenérték befolyik a társasághoz, nagyobb, mint 50%
- a szerződés teljesítésének költségei megbízhatóan mérhetők

Szolgáltatásnyújtás esetén:
- Ha a költségek és az árbevételek (vagyis az eredmény) egyaránt megbízhatóan mérhetők, akkor az árbevételt a teljesítés százalékos arányában kell elszámolni;
- Ha az eredmény nem mérhető megbízhatóan, akkor a várható árbevételt csak a költségek mértékéig szabad elszámolni. Ha veszteség várható, akkor ezt ki kell mutatni.